# サンキュー!! (HOME MADE 家族の曲)
「サンキュー!!」は、HOME MADE 家族の通算3枚目のシングル。2005年1月26日に発売（発売元はKi/oon Records）。
表題曲は、テレビ東京系アニメ『BLEACH』2代目エンディングテーマ（2005年1月11日 - 3月29日放送分）。
初回仕様には特典として、『BLEACH』のオリジナルイラストワイドキャップステッカーと特製カードが封入。

## 収録曲
1. サンキュー!!
  - 作詞：KURO/MICRO/U-ICHI　作曲：KURO/MICRO/U-ICHI/TAKAHIRO WATANABE　編曲：HOME MADE 家族[5]
  - 今まで出会った人への感謝を込めている[4]。
  - 配信では、100万以上のダウンロード件数を記録している[6]。
  - プロ野球選手が打席に入る時の入場曲としてよく使われている[要出典]。中日ドラゴンズの朝倉健太選手、埼玉西武ライオンズの中村剛也選手のテーマソングとして打席に立つ時に同曲が流れるほか、過去には阪神タイガースの鳥谷敬の出囃子としても使われていた[要出典]。
2. HOME SWEET HOME (Reborn)
  - 作詞・作曲：KURO/MICRO/U-ICHI[7]
  - インディーズ時代の人気曲「HOME SWEET HOME」の新録版[4]。

## 収録アルバム
オリジナル
- 『ROCK THE WORLD』 (#9)

ベスト
- 『〜Heartful Best Songs〜 "Thank You!!"』 (#1,2)
  - #2は、「Reform」と題した生バンド演奏でアレンジされた版。
- 『家宝 〜THE BEST OF HOME MADE 家族〜』 (#1,2)
  - #1は、「Reborn」と題した新録版も収録されている。

リミックス
- 『FAMILY TREASURE 〜THE BEST MIX OF HOME MADE 家族〜 Mixed by DJ U-ICHI』 (#1,2)
  - #1は、上述のベストアルバム『家宝』収録の「Reborn」版が収録され、#2は、「Reborn」版と上述のベストアルバム『Heartful Best Songs』収録の「Reform」版を収録。

コンピレーション
- 『BLEACH THE BEST』 (#1)